# 空殼樂團
空殼樂團（英語：BWO）是一個瑞典流行電音組合，於2004年成立。2006年之前該團體使用Bodies Without Organs作為團名。他們的音樂在瑞典獲得了巨大的商業成功，迄今他們共有15首前40名的單曲，包括冠軍單曲《Temple of Love》，以及有5張前10名的專輯，包括冠軍專輯《Halcyon Days》，他們也已經獲得許多重要的瑞典音樂大獎。
自2000年代中期以來，空殼樂團已經在包括烏克蘭、俄羅斯在內的許多東歐國家獲得顯著的榜單成績，並也在英國、瑞士、德國、挪威、丹麥、芬蘭、美國獲得不錯的成績。2009年，空殼樂團憑藉專為亞洲市場打造的合輯《Sunshine in the Rain》在日本、中國、台灣獲得了重大突破。亞洲流行巨星蔡依林的2007年冠軍歌曲《日不落》翻唱自空殼樂團的歌曲《Sunshine in the Rain》並為這個來自瑞典的樂團打開亞洲市場。

## 音樂作品

### 專輯
- 《Prototype》（2005）
- 《Halcyon Days》（2006）
- 《Halcyon Nights》（2006）
- 《Fabricator》（2007）
- 《Pandemonium - The Singles Collection》（2008）
- 《Big Science》（2009）
- 《Sunshine in the Rain - The Album》（2009）

## 外部連結
- 官方網站